# 문화방송 주간단막극
문화방송 주간단막극은 MBC에서 일정한 요일을 정해 놓고 하나의 에피소드를 1~2회에 짧게 그리는 시츄에이션 드라마다.

## 작품 리스트
ㄱ
- 《간이역》 : 1996년 10월 27일 ~ 1997년 10월 10일
- 《강력반》 : 1996년 10월 25일 ~ 1997년 2월 28일
- 《갯마을》 : 1985년 5월 19일 ~ 1987년 2월 27일
- 《금요극장》 : 1987년 4월 10일 ~ 1987년 10월 9일
- 《김가 이가》 : 1993년 10월 24일 ~ 1994년 4월 10일
- 《김형사 강형사》 : 1990년 1월 11일 ~ 1990년 10월 13일
- 《깁스가족》 : 2000년 1월 7일 ~ 2000년 5월 12일

ㄴ
- 《나》 : 1996년 8월 21일 ~ 1997년 11월 9일
- 《나의 어머니》 : 1990년 5월 3일 ~ 1991년 9월 26일
- 《내일은 태양》 : 1983년 7월 11일 ~ 1983년 10월 24일
- 《눈으로 말해요》 : 2000년 3월 19일 ~ 2001년 3월 25일

ㄷ
- 《당신》 : 1985년 1월 4일 ~ 1986년 4월 25일
- 《도시인》 : 1991년 10월 16일 ~ 1993년 4월 7일
- 《두 형사》 : 1984년 11월 1일 ~ 1985년 4월 18일
- 《드라마 페스티벌》 : 2013년 10월 2일 ~ 2014년 12월 7일

ㄹ
- 《레디 고!》 : 1997년 11월 7일 ~ 1998년 1월 11일

ㅁ
- 《매혹》 : 1992년 11월 13일 ~ 1993년 2월 5일
- 《무동이네 집》 : 1991년 4월 27일 ~ 1992년 11월 11일
- 《민족풍속도》 : 1981년 10월 8일 ~ 1982년 10월 14일

ㅂ
- 《박순경》 : 1982년 10월 21일 ~ 1984년 4월 8일
- 《베스트극장》 : 1991년 7월 7일 ~ 2007년 3월 10일
- 《베스트셀러극장》 : 1983년 11월 6일 ~ 1989년 7월 9일

ㅅ
- 《사람과 사람》 : 1990년 10월 22일 ~ 1991년 4월
- 《사랑밖엔 난 몰라》 : 1998년 1월 11일 ~ 2000년 3월 12일
- 《사랑을 예약하세요》 : 2002년 2월 3일 ~ 2002년 10월 13일
- 《사랑의 계절》 : 1979년 1월 26일 ~ 1981년 9월 21일
- 《사춘기》 : 1993년 4월 15일 ~ 1996년 8월 14일
- 《서울 시나위》 : 1989년 11월 3일 ~ 1990년 4월 27일
- 《수사반장》 : 1971년 3월 6일 ~ 1984년 10월 18일, 1985년 5월 2일 ~ 1989년 10월 12일
- 《수요단막극》 : 1982년 10월 20일 ~ 1983년 3월 9일
- 《시네마틱드라마 SF8》 : 2020년 8월 14일 ~ 2020년 10월 2일
- 《실화극장》 : 1984년 4월 19일 ~ 1984년 10월 12일

ㅇ
- 《아빠, 우리 아빠》 : 1985년 7월 19일 ~ 1986년 11월 2일
- 《암행어사》 : 1981년 1월 5일 ~ 1984년 5월 26일
- 《어쩌면 좋아》 : 2001년 4월 1일 ~ 2002년 1월 27일
- 《여성극장》 : 1984년 10월 28일 ~ 1985년 4월 28일
- 《우리들의 천국》 : 1990년 10월 26일 ~ 1994년 4월 8일
- 《우리집》 : 2001년 11월 9일 ~ 2002년 3월 29일
- 《육남매》 : 1998년 2월 4일 ~ 1999년 12월 17일
- 《일요 드라마 극장》 : 2010년 9월 22일 ~ 2010년 10월 17일

ㅈ
- 《전원일기》 : 1980년 10월 21일 ~ 2002년 12월 29일
- 《제3교실》 : 1975년 7월 8일 ~ 1980년 2월 26일
- 《종합병원》 : 1994년 4월 17일 ~ 1996년 3월 3일
- 《짝》 : 1994년 11월 20일 ~ 1998년 1월 4일

ㅌ
- 《태평천하》 : 1992년 4월 8일 ~ 1992년 11월 11일

ㅍ
- 《푸른계절》 : 1988년 5월 11일 ~ 1989년 10월 13일
- 《푸른교실》 : 1987년 5월 18일 ~ 1988년 5월 4일

ㅎ
- 《한지붕 세가족》 : 1986년 11월 9일 ~ 1994년 11월 13일
- 《해야 솟아라》 : 1993년 4월 14일 ~ 1993년 5월 19일
- 《햇빛 사냥》 : 1984년 4월 13일 ~ 1984년 10월 5일
- 《호랑이선생님》 : 1981년 3월 16일 ~ 1986년 10월 31일
- 《홍변호사》 : 1980년 3월 6일 ~ 1980년 9월 30일

숫자 및 영문
- 《113 수사본부》 : 1973년 10월 13일 ~ 1983년 6월 17일
- 《3840 유격대》 : 1983년 8월 5일 ~ 1984년 10월 15일